# Gwent: The Witcher Card Game
Gvent: Kartaška igra veštaca (engleski: Gwent: The Witcher Card Game) je besplatna nadolazeća online kartaška video igra razvijena i objavljena od strane CD Projekt za Microsoft Windows, PlayStation 4 i Xbox One. Ova igra je izvedena od igre istog imena koja se pominje u romanima Saga o Vešcu Andžeja Sapkovskog kao i u video igri Veštac 3: Divlji lov. Igra je višeplatformska što znači da će korisnici konzola moći da igraju protiv igrača na PC računarima i obrnuto, ipak, duel između igrača PlayStation 4 i Xbox One nije podržan.
Zatvorena beta je objavljena u oktobru 2016. za Microsoft Windows i Xbox One  dok je otvorena beta objavljena u maju 2017. Zvanično objavljivanje igre je planirano za 2018. godinu.

## Opis igre
Gvent je potezna igra između dva igrača kod koje svaki duel traje od dve do tri runde. U svakom pozezu oba igrača moraju da odigraju jednu kartu iz deka koji broji između dvadeset pet i četrdeset karata. Dek može da sadrži najviše četiri različite zlatne karte i šest različitih srebrnih karata. Zlatne i srebrne karte obično imaju moćnije sposobnosti od bronzanih karata. Dek može da sadrži najviše tri kopije svake bronzane karte. Svaki dek pripada jednoj od frakcija koje omogućavaju više različitih stilova igre. Svaka frakcija ima različite “lidere” koji funkcionišu kao zlatne karte koje imaju svoje sposobnosti te mogu biti odigrane u bilo kom trenutku.
Cilj igre je osvojiti dve od tri runde igrajući karte i čarolije kako bi dobili poene koji predstavljaju vašu “snagu”. Igrač osvaja rundu ako ima više poena od svog protivnika na kraju iste. Runda se završava kada oba igrača odluče da ne žele da nastave tekuću ili kad oba igrača ostanu bez karata. Prvi igrač koji dođe do dve osvojene runde pobeđuje.
Svaka osvojena runda vodi korak bliže dnevnim nagradama koje igračima daju kegove (paketi karata), komadiće starog gvožđa, prašinu meteora i rudu. Igrači mogu doći do dodatnih karata kupovinom kegova. Kegovi mogu da se kupe osvojenom rudom ili mikrotransakcijom. Svaki keg sadrži pet karata, četiri česte i jednu retku te je zbog toga omogućeno da se za petu kartu odabere jedna od tri ponuđene. Takođe, karte se mogu “praviti” koristeći komadiće starog gvožđa. Prašina meteora se koristi za konverziju karata u animirane, premium vezije istih.
Igra ima nekoliko modova. Standardan, neformalan mod omogućava igračima da se nadmeću i testiraju svoje sposobnost dok se u Rank modu igrači takmiče kako bi bili što bolji na listi najboljih igrača. Rank sezona traje mesec dana u kom svaki igrač ima za cilj da izbori što višu poziciju kako bi dobio što veće nagrade. Igrač ne može da izgubi svoj jednom dobijen rank. Rankovi su poređani numerički, od prvog do dvadeset prvog nakon koga se ulazi u najboljih hiljadu igrača na svetu. Gvent ima sezonske događaje u kojima je moguće da se kroz priču upoznaju nove karte i sami delovi priče iz Sage o vešcu. Sezonski događaji nisu takmičarski te je svaki igrač u mogućnosti da osvoji nagrade kao što su sezonska profilna fotografija, okvir za fotografiju kao i titula.

### Arena
Mod je najavljen 13. februara a objavljen 27. februara 2018. godine. Mod funkcioniše na taj način da igrač ulazi u arenu gde mora da sastavi dek od nasumično ponuđenih karata što znači da je moguće izabrati karte iz različitih frakcija. Takođe, ne postoji brojčano ograničenje pri izboru zlatnih i srebrnih karata.
Vodič kroz ovaj mod je jedan od likova iz igre Veštac 3: Divlji lov, Gonter O’Dim koji vam nudi ugovore koje morate da ispunite kako bi osvojili nagrade. Ukoliko ispunite svaki od devet ugovora bićete nagrađeni premium zlatnom kartom kao i drugim nagradama. Svako učešće u Areni garantuje jedan keg, bez obzira na učinak. Igrači imaju tri “života” te ispadaju iz Arene kada izgube sva tri. Učešće u Areni se završava kada igrač odustane, kada izgubi sva tri života ili kad ostvari svih devet pobeda.

## Spoljašnje veze
- Zvanični veb sajt igre
- Zvanični sajt izdavača